# جون فوری
جون فوری (انگلیسی: June Foray؛ زادهٔ ۱۸ سپتامبر ۱۹۱۷ - درگذشته ۲۶ ژوئیه ۲۰۱۷) هنرپیشه و صداپیشه اهل ایالات متحده آمریکا بود. او از سال ۱۹۲۹ تا سال ۲۰۱۴ مشغول فعالیت بوده‌است.

## درگذشت
جون فوری در ۲۶ ژوئیه ۲۰۱۷ دو ماه پیش از تولد ۱۰۰ سالگی‌اش درگذشت.

## بخشی از فیلم‌شناسی
از فیلم‌ها یا مجموعه‌های تلویزیونی که او در آن‌ها نقش داشته‌ می‌توان به چگونه گرینچ کریسمس را دزدید، ماجراهای راکی و بولوینکل، لونی تونز اشاره کرد.

## جوایز
- او همچنین برنده جوایزی همچون جایزه آنی شده‌است.